# Gustav Däniker (Divisionär)
Gustav Albert Däniker (* 26. August 1928 in Walenstadt; † 1. September 2000 in Genolier) war ein Schweizer Divisionär, Unternehmer und Militärpublizist.

## Leben

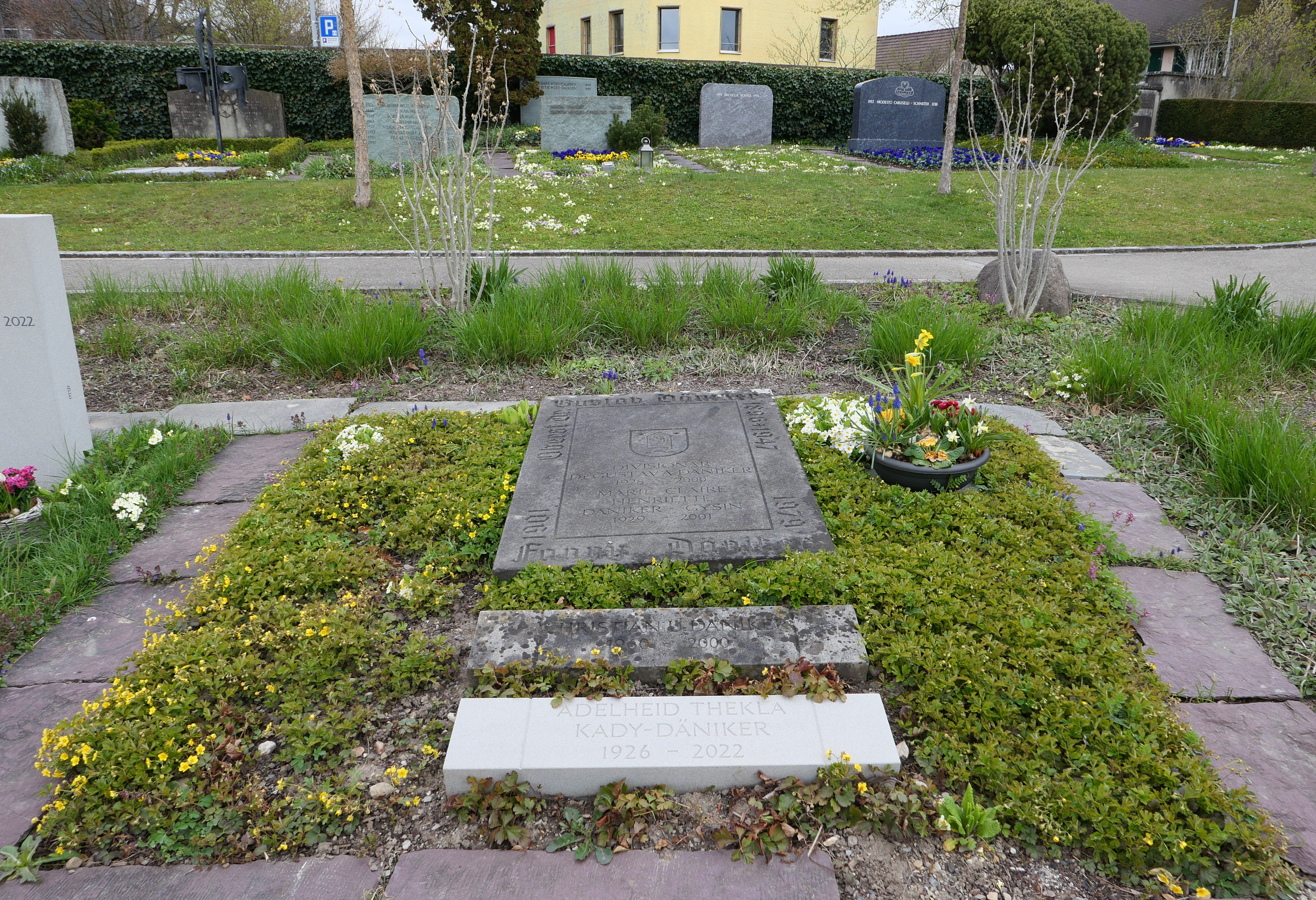
Das Grab von Däniker, seinen Eltern, seiner Frau Marie Claire Henriette, geb. Gysin (1929–2001), seiner Schwester Adelheid Thekla Kady-Däniker (1926–2022) und von Christian U. Däniker (1960–2000) auf dem Friedhof in Kilchberg ZH, wo auch Farner begraben ist.

Gustav Däniker wurde als Sohn des Offiziers Gustav Däniker sen. in Walenstadt in der Schweiz geboren und absolvierte die Schulen in Zürich. Nach einem Studium der Geschichte und Germanistik an der Universität Zürich, wurde Däniker 1954 bei Leonhard von Muralt promoviert. In den darauffolgenden Jahren belegte Däniker an Benedetto-Croce-Institut in Neapel Postgraduate-Kurse.
Von 1956 bis 1980 war er Mitarbeiter und späterer Direktor und Partner der PR-Agentur Rudolf Farner in Zürich. 1975 wurde er im Dienstgrad zum Oberst und Kommandant des Zürcher Auszugs-Infanterieregiments 27. Bei dem 1964 auf der Expo 64 vorgestellten, später oscarnominierten, Kurzfilm Wehrhafte Schweiz wirkte Däniker am Drehbuch mit. Mit seiner 1966 erschienenen Publikation «Strategie des Kleinstaates» profilierte sich Däniker als pointierter Befürworter einer schweizerischen Atombewaffnung.
Von 1980 bis 1988 war Däniker als Berufsoffizier Divisionär und Stabschef Operative Schulung (SCOS) der Schweizer Armee. Zugleich war er Stellvertreter des Generalstabschefs. Däniker war an der Erarbeitung der sicherheitspolitischen Berichte von 1973, 1990 und 2000 sowie dem Projekt Armee XXI massgeblich beteiligt. Nach seinem Rücktritt als SCOS blieb Däniker weiterhin als Berater für das Militärdepartement tätig.
Däniker gilt als Wegbereiter der sicherheitspolitischen Öffnung der Schweiz sowie als führender Militärpublizist und strategischer Denker.

## Schriften
- Strategie des Kleinstaats. Huber, Frauenfeld 1966.
- Schweizerische Selbstbehauptungsstrategien im Kalten Krieg: Aus der Werkstatt des Stabchefs Operative Schulung während der 80er Jahre. Huber, Frauenfeld 1996.